# Eugeniusz Szczepankiewicz
Eugeniusz Szczepankiewicz pseudonim „Żak” i „Jasielski” (ur. 13 marca 1930, zm. 17 października 1991) – współzałożyciel Demokratycznej Armii Krajowej – młodzieżowej organizacji antykomunistycznej. Więzień polityczny w latach 1950–1954. Matematyk, specjalista z zakresu rachunku prawdopodobieństwa i statystyki oraz zastosowań matematyki w ekonomii, technice i ochronie środowiska. Autor około 150 publikacji naukowych. Wypromował 150 magistrantów oraz 3 doktorów.

## Życiorys
W latach 1944–1948 uczył się w Gimnazjum Handlowym w Strzyżowie. W 1948 roku zdał małą maturę. Był drużynowym XI Drużyny Harcerskiej w Godowej. 1 września 1949 roku wraz z czwórką kolegów założył nielegalną organizację antykomunistyczną, której 22 września nadano nazwę Demokratyczna Armia Krajowa. Eugeniusz Szczepankiewicz (ps. "Żak") sprawował funkcje dowódcy organizacji, zastępcy przewodniczącego rady DAK i wykładowcy szkolenia wojskowego.  We wrześniu 1949 roku rozpoczął naukę w Liceum Handlowym w Strzyżowie. Aresztowany w dniu 28 kwietnia 1950 roku podobnie jak większość członków DAK. Po śledztwie prowadzonym przez WUBP, skazany przez Wojskowy Sąd Rejonowy w Rzeszowie wyrokiem z dnia 8 września 1950 roku na dziesięć lat więzienia, pozbawienie praw publicznych i honorowych na cztery lata oraz przepadek mienia. Karę odbywał w więzieniu na zamku Lubomirskich w Rzeszowie, w więzieniu politycznym we Wronkach, w więzieniu karnym w Rawiczu, Progresywnym Więzieniu dla Młodocianych w Jaworznie oraz w więzieniu w Nowogardzie. Zwolniony przedterminowo 29 czerwca 1954 roku ze względu na zły stan zdrowia spowodowany gruźlicą. Po wyjściu z więzienia pracował w Przedsiębiorstwie Jajczarsko-Drobiarskim w Strzyżowie i równolegle uczył się w Korespondencyjnym Liceum Ogólnokształcącym w Rzeszowie. W 1955 roku zdał z wyróżnieniem maturę i rozpoczął studia matematyczne na Uniwersytecie Wrocławskim. W 1956 był jednym z przywódców ruchów studenckich i współzałożycielem Zrzeszenia Studentów Polskich na tej uczelni. Po zakończeniu studiów w 1960 roku pracował w Wyższej Szkole Rolniczej (1960-63) i Wyższej Szkole Ekonomicznej (1963-68) we Wrocławiu,  gdzie w  1965 obronił pracę doktorską pt.: "Model zmienności złóż torfowych i jego aspekt ekonomiczny". Zwolniony w 1968 roku za popieranie strajków studenckich. Przyjęty do pracy w Katedrze Podstaw Matematyki Wyższej Szkoły Pedagogicznej w Opolu, wykładał też na Politechnice Śląskiej w Gliwicach i na Akademii Ekonomicznej we Wrocławiu. W latach 1972–75 szykanowany przez Służbę Bezpieczeństwa za otwarty sprzeciw utworzenia Socjalistycznego Związku Studentów Polskich oraz żądanie apolityczności organizacji studenckiej. Stopień doktora habilitowanego uzyskał dopiero w 1981 r., rok później został docentem, a profesorem nadzwyczajnym w 1987 r. W latach osiemdziesiątych był prezesem opolskiego oddziału Polskiego Towarzystwa Matematycznego, a także był członkiem NSZZ „Solidarność” w WSP. Po przełomie 1989 r. wziął udział w pierwszym zjeździe wszystkich żyjących członków DAK. Zamarł 17 października 1991 r.. 25 maja 1992 r. zrehabilitowany wyrokiem Sądu Wojewódzkiego w Rzeszowie, który stwierdził nieważność wyroku z 1950 r, uzasadniając, że czyn przypisany Eugeniuszowi Szczepankiewiczowi był związany z działalnością na rzecz niepodległego bytu Państwa Polskiego.

## Wybrane publikacje
- Eugeniusz Szczepankiewicz, Jan Zamorski, O funkcjach liniowo osiągalnych (prawie wypukłych) i prawie gwiaździstych. Roczniki Polskiego Towarzystwa Matematycznego Seria I: Prace Matematyczne 6 (1)., 1961, ISSN 0373-8299
- Eugeniusz Szczepankiewicz, Pewne klasy pól losowych i ich zastosowania, Warszawa: Prace Opolskiego Towarzystwa Przyjaciół Nauk, Wydział IV-Nauk Technicznych i Ścisłych, Państwowe Wydawnictwo Naukowe, 1981, ISBN 83-01-02203-5.
- J.R. Kościanowski, Lidia Kościanowska, Eugeniusz Szczepankiewicz, Progress and experimental application of probabilistic model of dust filtration process, Washington, U.S. Environmental Protection Agency, 1981, ISBN 978-1-289-19158-0.
- Eugeniusz Szczepankiewicz, Zastosowanie pól losowych, Warszawa: Biblioteka Naukowa Inżyniera, Państwowe Wydawnictwo Naukowe, 1985, ISBN 83-01-04812-3.